# ヘンリー・フォスター
ヘンリー・フォスター（Henry Foster、1796年 - 1831年2月5日）は、イギリスの海軍士官。イギリス海軍の極地探検調査に参加し、科学的な測定を行い、1827年にコプリ・メダルを受賞した。
始め、HMS Yorkで航海し、その後天文学者のエドワード・サビーンの科学調査のためのダグラス・クレイヴァリングが率いたHMS Griperの航海に加わった。
1824年にウィリアム・エドワード・パリーに率いられた北西航路の探検航海に士官としてHMS Heclaに乗り込み、地球の各地での地磁気の計測、天文観測、重力の計測などを行った。これらの測定の結果からフォスターは1827年にコプリ・メダルを受賞した。
1827年の後半にはパリーの北極探検調査に参加した。1828年から1831年の間には、HMS Chanticleerの指揮官としてサウス・シェトランド諸島、とくにデセプション島を含む南大西洋の極地探検を行った。
1831年にパナマのチャグレス川で水死した。
デセプション島のフォスター港はヘンリー・フォスターの名から命名された。